# Nettenchelys paxtoni
Nettenchelys paxtoni is een straalvinnige vissensoort uit de familie van toveralen (Nettastomatidae). De wetenschappelijke naam van de soort is voor het eerst geldig gepubliceerd in 1999 door Karmovskaya.